# Mentre tutto scorre (singolo)
Mentre tutto scorre è un singolo del gruppo musicale italiano Negramaro, pubblicato nel febbraio 2005 come primo estratto dall'album omonimo.

## Descrizione
Con questo brano il gruppo salentino ha partecipato al Festival di Sanremo 2005, venendo tuttavia eliminati già alla terza serata. Il brano è stato inserito nella colonna sonora del film La febbre, vincendo il Nastro d'argento alla migliore canzone originale ai Nastri d'argento 2006.
Nella puntata del podcast condotto da Gianluca Gazzoli The BSMT del 13 giugno 2024, con ospite Paolo Bonolis, è stato rivelato un retroscena secondo cui il brano, inizialmente scartato dalla commissione di Sanremo, è riuscito a partecipare al festival grazie all'intervento dello stesso Bonolis.

## Accoglienza
In una recensione del 2024, Rockol ha affermato che il brano sintetizza le sonorità del gruppo con «ritmica impetuosa, le distorsioni generose e le striature elettroniche» e con «soluzioni armoniche aperte e spesso magniloquenti» assimilandole a quelle dei Muse. La rivista denota inoltre la ricerca della «melodia tradizionale e soprattutto mediterranea» di Lucio Battisti, Domenico Modugno e Mina. Soffermandosi sulla vocalità di Sangiorgi, riporta che Meraviglioso si «completamente innervata nella tensione che la voce riesce ad attribuire alle parole» che raccontano una «dichiarazione di resa a una relazione basata su menzogne, falsità e sottili giochi di potere».

## Video musicale
Il video è stato girato a Roma dal regista Alessandro D'Alatri, che in precedenza aveva utilizzato alcuni brani dei Negramaro per il suo film La febbre. Il video è girato come se fosse un filmato amatoriale, nel quale il cantante del gruppo Giuliano Sangiorgi gira per le strade della capitale mentre canta il brano. Il video ha vinto il Premio Videoclip Italiano nella categoria "artista emergente".

## Tracce
1. Mentre tutto scorre
2. Mentre tutto scorre (versione acustica dal film La febbre)
3. I miei giorni (dal film La febbre)

## Classifiche
| Classifica (2005) | Posizione massima |
| ----------------- | ----------------- |
| Italia            | 9                 |

## Cover
Il brano è stato reinterpretato dai Matia Bazar e incluso nel loro album One1 Two2 Three3 Four4.